# Cyryl (Pawłow)
Archimandryta Cyryl, wcześniej Iwan Dmitriewicz Pawłow, ros. Иван Дмитриевич Павлов (ur. 8 września 1919, zm. 20 lutego 2017), archimandryta ławry Troicko-Siergijewskiej w Siergijew Posadzie oraz dostojnik Rosyjskiej Cerkwi Prawosławnej.
Po zakończeniu drugiej wojny światowej, podczas której walczył w bitwie pod Stalingradem, Pawłow podjął studia w Moskiewskiej Akademii Duchownej, a w 1956 wstąpił do ławry Troicko-Siergijewskiej, przyjmując imię zakonne ku czci św. Cyryla.
Uważany za jednego z najważniejszych dostojników rosyjskiej Cerkwi, był m.in. spowiednikiem zmarłego w 2008 patriarchy Aleksego II i jego dwóch poprzedników. Nabożeństwa sprawował mimo podeszłego wieku. Pod koniec życia rezydował na podmoskiewskim osiedlu Pieriediełkino.